# Кандалов, Иннокентий Иванович
Иннокентий Иванович Кандалов (1891―1962) ― советский гидротехник, учёный, преподаватель, доктор технических наук, заслуженный деятель науки и техники Узбекской ССР.

## Биография
Родился в Енисейске 2 февраля 1891 года. 
В 1917 году окончил Петроградский политехнический институт. В 1919 году принимал участие в  строительстве Волховской ГЭС, где работал помощником начальника работ. Здесь занимался проектированием шлюз для Волховского гидроузла. Помимо этого вёл строительную хронику в печатном бюллетене «Как строится Волховская гидроэлектрическая станция». В 1924 году им была написана книг «Экскурсия на Волховстрой».
С 1927 по 1933 год принимал участие в строительстве ДнепроГЭСа, был назначен начальнико гидротехнических работ правого берега Днепростроя. Уже после Великой Отечественной войны Кандалов работал главным инженером восстановительных работ Днепровской ГЭС.
С 1933 по 1949 год работал главным инженером на стройках Фархадской ГЭС в Узбекистане и Нижне-Свирской ГЭС в Ленинградской области.
В 1949 году перешел на преподавательскую работу в Московском энергетическом институте. В 1952 году ему присвоено звание профессора. В 1959 году назначен заведующим кафедрой Московского инженерно-строительного института имени Валериана Куйбышева. Кандалов написал научные труды, которые посвящены вопросам организации гидроэнергетического строительства.
Умер 30 сентября 1962 года в Москве, похоронен на Новодевичьем кладбище.

## Награды и звания
- Три ордена Ленина
- Государственная премия СССР (1954)
- Доктор технических наук
- Профессор